# Oopsis bougainvillei
Oopsis bougainvillei är en skalbaggsart som beskrevs av Stefan von Breuning 1976. Oopsis bougainvillei ingår i släktet Oopsis och familjen långhorningar. Inga underarter finns listade i Catalogue of Life.